# Mohamed Kallon
Mohamed Kallon   (Kenema, 6 d'octubre de 1979) és un exfutbolista de Sierra Leone de la dècada de 2000. És germà dels també futbolistes Kemokai Kallon i Musa Kallon. Fou internacional amb la selecció de futbol de Sierra Leone. Pel que fa a clubs, destacà a Inter de Milà, AS Monaco i AEK FC. Kallon és fundador i propietari del club FC Kallon, anteriorment anomenat Sierra Fisheries, adquirit el 2002 per $30,000.